# Georg Prader (Politiker, 1880)

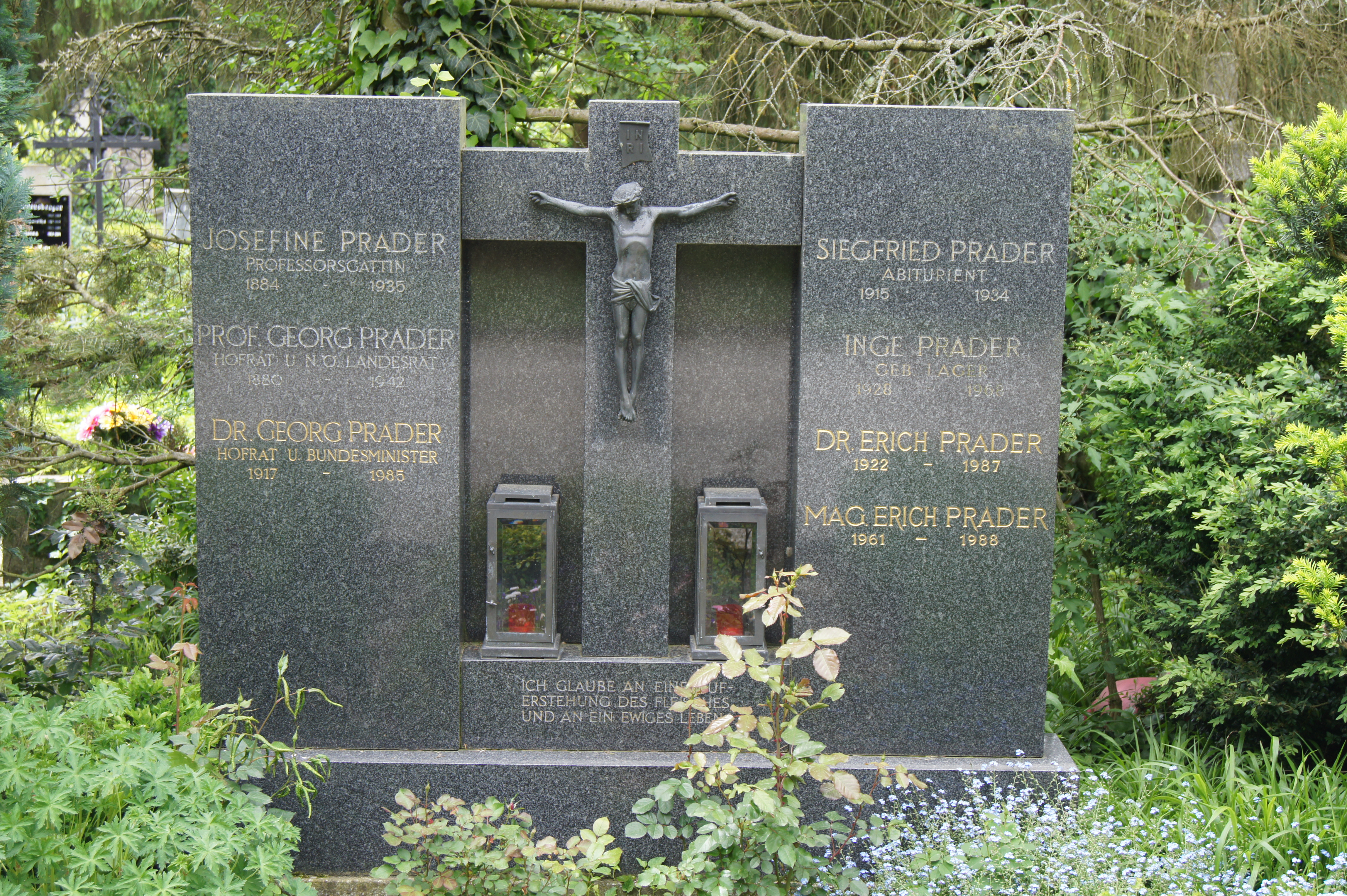
Grabmal von Familie Prader am Hauptfriedhof St. Pölten (2013)

Georg Prader (* 15. Jänner 1880 in Roßbach in Oberösterreich; † 22. Dezember 1942 in St. Pölten in Niederösterreich) war ein niederösterreichischer Landespolitiker der CSP in der Ersten Republik und der VF im Austrofaschismus.

## Leben
Nach dem Besuch des Gymnasiums in Urfahr studierte Prader Germanistik in Wien und trat im Jahr 1900 der katholischen Studentenverbindung KaV Norica Wien bei. Ab 1906 unterrichtete er am Landeslehrerseminar in St. Pölten und am Gymnasium in Linz-Urfahr.
Im Ersten Weltkrieg leistete er seinen Militärdienst von 1914 bis 1918 ab.
Politisch begann er 1918 als Gemeinderat und kam bereits 1919 bis 1921 als Abgeordneter in den Landtag von Niederösterreich-Land. Von 1922 war er bis 1938 im Landtag von Niederösterreich, wobei er während der I. Geschäftsordnungsperiode 3. Landtagspräsident und von 1927 bis 1932 Obmann des Finanzkontrollausschusses war.
Im Ständischen Landtag in der Zeit des Austrofaschismus war er ebenso von 1934 bis 1938 Landesrat und zugleich Vertreter Niederösterreichs im Länderrat.
In Verbindung mit seinem Beruf war er ebenso politisch aktiv. So war er 1922 Vorsitzender-Stellvertreter des NÖ Landesschulrates.
Er ist begraben am Hauptfriedhof St. Pölten.